# Aplocheilus lineatus
El panchax rayado es la especie Aplocheilus lineatus, un pez de agua dulce de la familia de los aplocheílidos, distribuido ampliamente por ríos de toda la India,  y es dudoso si también en Sri Lanka.

## Importancia para el hombre
Es muy apreciado en su área de distribución pues es usado para controlar la proliferación de mosquitos, de cuyas larvas se alimenta, siendo inofensivo para los humanos.
Es muy utilizado en acuariología, por ser muy fácil de aclimatar y mantener en el acuario, para lo cual el tamaño mínimo de acuario que se requiere es de 80 cm.

## Morfología
De cuerpo alargado y vistosos colores, con un tamaño máximo normalmente de 7 cm, aunque se ha descrito una captura de 10 cm.

## Hábitat y biología
Viven en aguas dulces y salobres, de conducta bentopelágica y no migrador, prefiriendo aguas tropicales de entre 22 y 25 °C de temperatura. Habita tanto los ríos como los embalses a gran altitud, colonizando todos los ríos, los pozos de los agricultores, los campos de arroz de baja altitud, pantanos y aguas salobres cercanas a las desembocaduras, localmente muy abundante en algunos sitios.